# Cộng hòa Khmer tại Thế vận hội Mùa hè 1972
Campuchia từng tham gia thi đấu tại Thế vận hội mùa hè năm 1972 tại München, Tây Đức. Quốc gia trở lại Thế vận hội Olympic là Cộng hòa Khmer (1970-1975) sau khi vắng mặt tại Thế vận hội Mùa hè năm 1968. Do tình hình khó khăn của đất nước Campuchia đã không tranh tài một lần nữa cho đến Thế vận hội Mùa hè năm 1996.

## Kết quả thi đấu

### Điền kinh
Chạy 100 mét nam
- Ting- Ting LarLok Samphon

- Vòng sơ kết — 10.95s (→ không tiến bộ)

Nhảy cao nam
- Lo Ka

- Vòng loại — 1.90m (→không tiến bộ)

### Quyền Anh
Võ sĩ hạng ruồi nam (– 51 kg)
- Khong Oh

- Vòng sơ kết — thua Gerd Schubert (FRG), thắng dễ dàng

### Bơi lội
Bơi tự do 100m nam
- Prak Samnang

- Vòng loại — 59.18s (→  không tiến bộ)

Bơi tự do 200m nam
- Prak Samnang

- Vòng loại — 2:13.34 (→  không tiến bộ)